# Last Night a D.J. Saved My Life
Last Night a D.J. Saved My Life è un singolo del gruppo musicale statunitense Indeep, pubblicato il 15 febbraio 1982 dalla Becket Records.

## Descrizione
Pubblicata nel 1982, quando la disco music non era più di moda, Last Night a D.J. Saved My Life rientra nel filone post disco. La canzone, arrangiata da Tony Humphries e prodotta da Micheal Cleveland, si caratterizza per la presenza, considerata all'epoca della sua uscita innovativa, di rumori vari (uno sciacquone, la cornetta di un telefono) e un cantato rap. Tali suoni vennero inseriti nel lato B del vinile, in modo che fosse possibile cimentarsi in remix improvvisati della traccia. Il brano è considerato una pietra miliare della musica dance.
La canzone parla di una ragazza addolorata per non essere riuscita a mettersi in contatto telefonicamente con il suo fidanzato e che trova conforto nel sentire una canzone trasmessa da un misterioso disc jockey. Nella seconda parte della traccia, la donna si avvia verso una meta imprecisata, che probabilmente non raggiungerà mai: ciò viene lasciato intendere da un suono di freni che stridono, il che fa pensare a un incidente stradale.

## Accoglienza
La traccia era particolarmente apprezzata dai DJ dell'epoca, ed è stata inserita alla posizione numero 26 della classifica delle migliori canzoni disco stilata da Forbes. La traccia raggiunse la decima posizione nella Billboard Hot R&B/Hip-Hop Songs e la seconda posizione nella Hot Dance Club Play. Il singolo raggiunse inoltre la tredicesima posizione nel Regno Unito e la seconda posizione nel Belgio e nei Paesi Bassi.

## Cover
Il brano venne ricantato da altri artisti come Mariah Carey e Tom Jones.

## Classifiche
| Classifica (1982)             | Posizione massima |
| ----------------------------- | ----------------- |
| Austria                       | 12                |
| Belgio                        | 2                 |
| Nuova Zelanda                 | 25                |
| Paesi Bassi                   | 2                 |
| Regno Unito                   | 13                |
| Stati Uniti (R&B/Hip-Hop)     | 10                |
| Stati Uniti (Dance Club Play) | 2                 |
| Svizzera                      | 5                 |